# バイタルエリア
バイタルエリア（vital area）とは、サッカーにおいて、得点につながりやすい活動が起こる地帯を示す言葉である。
1. ペナルティーエリアの中でゴール幅と同じ幅のエリアの事。
2. DFとMFの間のスペースのこと。ペナルティアーク周辺のDFラインとMF（セントラルMF・守備的MF）の間のスペース。
3. 得点になりやすい活動が起こる地帯のこと。チームごとに違う。例えば、ベッカムがいるチームの場合、ベッカムが右足でクロスをあげることが出来る地帯もバイタルエリアとなる。本来の用法はこちらであったが、ほとんどのチームに適用できる地帯が上記の地帯であったため、上記の用法が一般的となった。

## 解説
ゴールに繋がるラストパスの起点となる重要なエリアを指す。ワンツーパス、楔パス、ドリブルからのパスやシュートなど、この付近からゴールに結びつくチャンスが生まれることが圧倒的に多い。その為、現代サッカーでは攻撃側、守備側共に重視しているエリアである。監督の戦術指導や選手間では、この付近のエリアを「D（ディー）」とだけ呼ぶことも多い。